# Villers-Plouich
Villers-Plouich is een gemeente in het Franse Noorderdepartement (regio Hauts-de-France). De gemeente telt 398 inwoners (1999) en maakt deel uit van het arrondissement Cambrai.

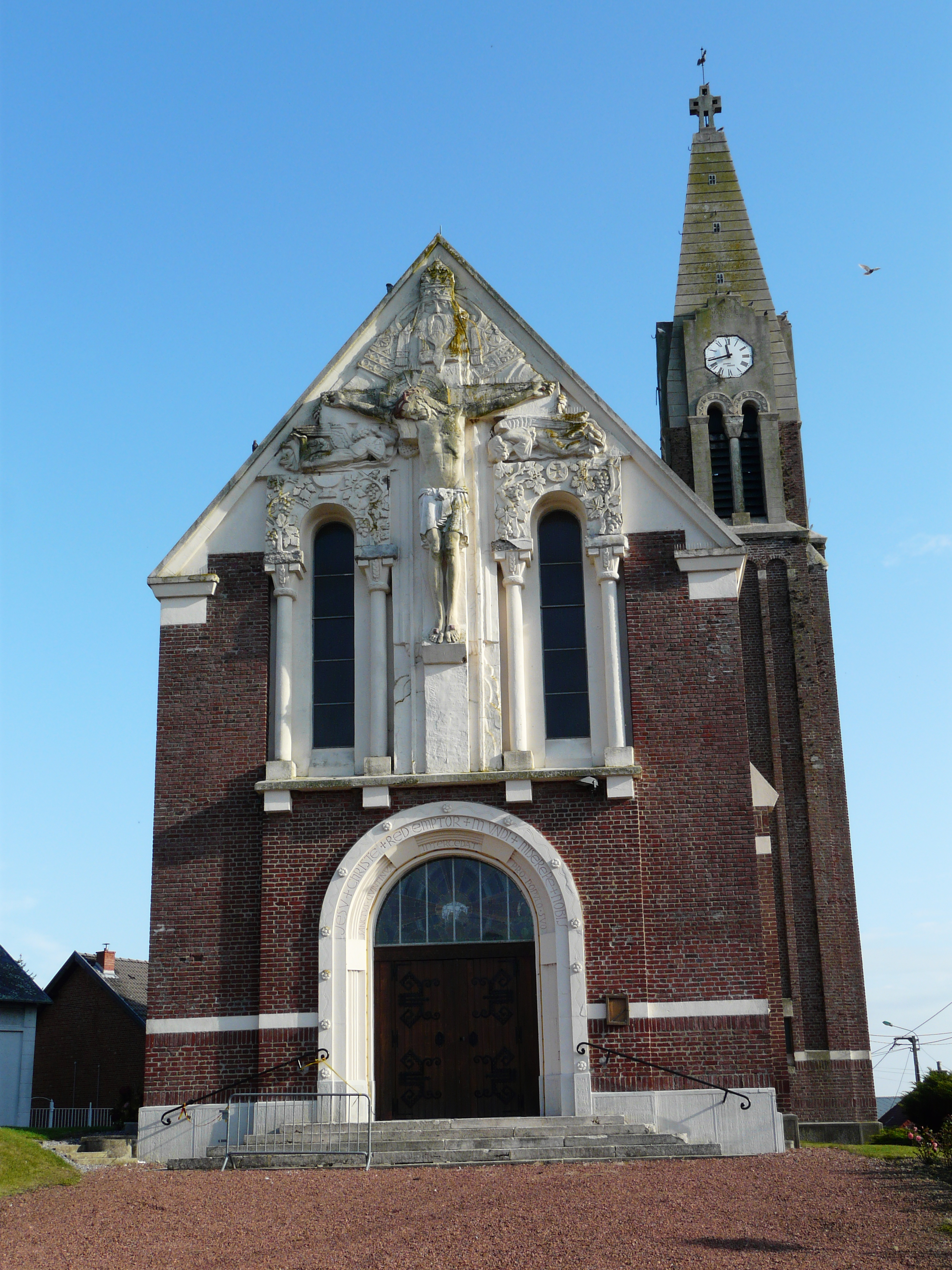
Église Saint-Quentin

## Geografie
De oppervlakte van Villers-Plouich bedraagt 11,1 km², de bevolkingsdichtheid is 35,9 inwoners per km². Naast Villers-Plouich zelf ligt in het oosten van de gemeente nog het gehucht La Vacquerie en in het westen het gehuchtje Beaucamps.
De onderstaande kaart toont de ligging van Villers-Plouich met de belangrijkste infrastructuur en aangrenzende gemeenten.

## Bezienswaardigheden
- De Église Saint-Quentin.
- De Britse militaire begraafplaatsen Sunken Road Cemetery (Villers-Plouich) en Fifteen Ravine British Cemetery.
- Op de gemeentelijke begraafplaats ligt ook een perk met Britse gesneuvelden uit de Eerste Wereldoorlog, bij de CWGC geregistreerd onder Villers-Plouich Communal Cemetery.

## Demografie
Het onderstaande figuur toont het verloop van het inwonertal (bron: INSEE-tellingen).